# Kanton La Rochelle-7
Der Kanton La Rochelle-7 war von 1985 bis 2015 ein französischer Wahlkreis im Arrondissement La Rochelle, im Département Charente-Maritime und in der damaligen Region Poitou-Charentes. Die landesweiten Änderungen in der Zusammensetzung der Kantone brachten im März 2015 seine Auflösung. Vertreter im Generalrat des Départements war zuletzt für die Jahre 2001–2015 Jean-Pierre Mandroux. 
Der Kanton bestand aus einem Teil der Stadt La Rochelle. 